# Joseph Maluka
Joseph Maluka (Maquela do Zombo, 16 de agosto de 1956 — Noyon, 10 de novembro de 2015) foi um futebolista angolano.
Jogou na equipa Primeiro de Maio de Benguela nas décadas de 1980 e 1990 e também da selecção nacional de futebol de Angola.
Iniciou a sua carreira futebolística no Zaire (atual República Democrática do Congo) e posteriormente estreou-se em Angola, o seu país natal. Joseph Maluka era um dos melhores marcadores do Girabola (a primeira divisão nacional), conquistou muita das vezes o triunfo como o melhor marcador do Girabola.
Joseph Maluka foi também um dos grandes ponta de lanças da seleção nacional de futebol, era chamado o homem-golo, por que marcava muitos golos.
Depois de alguns anos foi contratado pelo Varzim Sport Club de Portugal, onde terminou a sua carreira futebolística.